# Encholirium eddie-estevesii
Encholirium eddie-estevesii là một loài thực vật có hoa trong họ Bromeliaceae. Loài này được Leme & Forzza mô tả khoa học đầu tiên năm 2002.